# Werelderfgoed in Ivoorkust
Tot het Werelderfgoed in Ivoorkust behoren vijf Werelderfgoederen. Het eerste Werelderfgoed werd in 1981 ingeschreven.

## Werelderfgoederen

### Actuele Werelderfgoederen
Deze lijst toont de vijf Werelderfgoederen in Ivoorkust in chronologische volgorde (C – Cultuurerfgoed; N – Natuurerfgoed).
| Naam                                            | Jaar | Soort | Beschrijving             | Afbeelding |
| ----------------------------------------------- | ---- | ----- | ------------------------ | ---------- |
| Natuurreservaat Mont Nimba (uitgebreid in 1982) | 1981 | N     | (gedeeltelijk in Guinee) |            |
| Nationaal park Taï                              | 1982 | N     |                          |            |
| Nationaal park Comoé                            | 1983 | N     |                          |            |
| Historische stad Grand-Bassam                   | 2012 | C     |                          |            |
| Moskeeën in Soedanese stijl in Noord-Ivoorkust  | 2021 | C     |                          |            |

### Als Werelderfgoed genomineerde objecten
In de voorlopige lijst van de UNESCO worden objecten ingeschreven, die naar het inzicht van de betreffende regering potentieel voor de erkenning als Werelderfgoed in aanmerking komen. Dit zegt niets over de eventuele daadwerkelijke succesvolle inschrijving op de lijst. Tegenwoordig (2021) zijn op de lijst twee objecten uit Ivoorkust ingeschreven.
| Naam                            | Jaar | Soort | Beschrijving | Afbeelding |
| ------------------------------- | ---- | ----- | ------------ | ---------- |
| Nationaal park Îles Éhotilé     | 2006 | N     |              |            |
| Archeologisch park van Ahouakro | 2006 | C/N   |              |            |

## Objecten voorheen op de Kandidatenlijst
Deze objecten werden van de voorlopige lijst verwijderd en door nieuwe vervangen.
| Naam                 | Jaar        | Soort | Beschrijving | Afbeelding |
| -------------------- | ----------- | ----- | ------------ | ---------- |
| Koni                 | 1979 - 1981 | C     |              |            |
| Soukalas van de Lobi | 1987-1988   | C     |              |            |
| Tiagba               | 1987 - 1988 | C     |              |            |